# Weerapat Pitakanonda
Weerapat Pitakanonda (né le 4 septembre 1983) est un cavalier thaïlandais. Il a participé aux épreuves du concours complet en individuel aux Jeux olympiques d'été de 2020.